# 张茂才
张茂才（1954年9月—），山西保德人，中华人民共和国政治人物。1970年12月参加工作，1974年10月加入中国共产党。山西师范学院（现山西师范大学）政史系政治专业毕业，中共中央党校法学专业在职研究生学历。

## 生平
历任中共忻县地委组织部干事，忻县地区教育局干事，中共忻州地委组织部干事，中共忻州地委组织部组织科科长，中共山西省委宣传部干部处处长，山西省新闻出版局副局长、机关党委书记。1999年1月，任中共临汾地委委员、组织部部长。2000年2月，任中共临汾地委副书记。2000年11月，任中共临汾市委副书记。2001年起，先后担任临汾市市长、市委书记，运城市委书记，晋城市委书记等职。2012年1月被补选为山西省政协副主席。2013年1月，当选为山西省人大常委会副主任。2018年1月退休。

## 落马
2019年3月2日晚，中纪委网站发布消息，张茂才涉嫌严重违纪违法，目前正接受中央纪委国家监委纪律审查和监察调查。6月20日，中央纪委通报其被开除党籍，取消待遇，收缴违纪违法所得，移送检察机关依法审查起诉。2020年6月24日，山东省淄博市中级人民法院一审以受贿罪判处张茂才有期徒刑15年，罚金600万元人民币，没收收回所得及孳息，刑期至2034年3月1日止。法院认定，张茂才在2002年至2018年间直接收受或通过近亲收受贿赂折合7244.4465万元人民币。法院称，张茂才到案后主动交代办案人员尚未知晓的受贿事实，积极退赃，因此从轻判决。